# Sinopa (mjesec)
Sinopa (također Jupiter IX) je prirodni satelit planeta Jupiter. Retrogradni nepravilni satelit iz grupe Pasiphae s oko 38 kilometara u promjeru i orbitalnim periodom od 769.779665 dana.